# 格林卡區

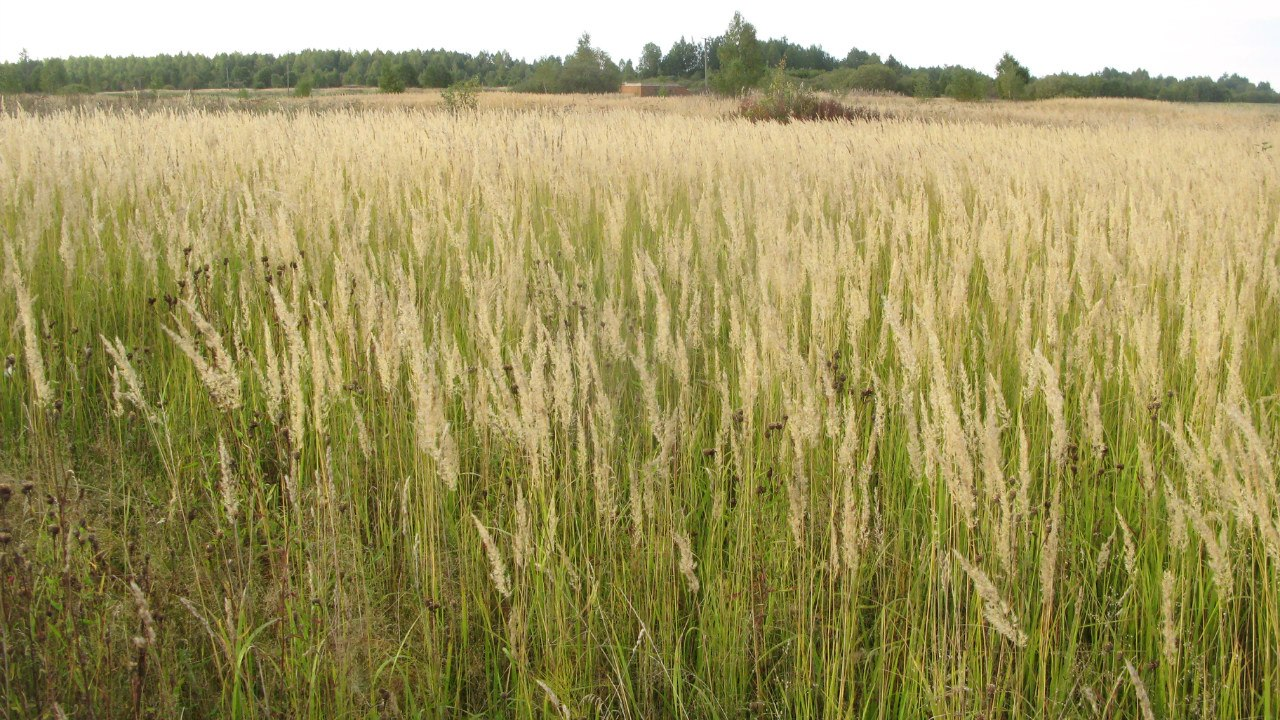

格林卡區（俄語：Гли́нковский райо́н）是俄羅斯的一個區，位於該國西部，由斯摩棱斯克州負責管轄，面積1,225.74平方公里，2010年人口4,948，人口密度每平方公里4.04人。